# Produto diádico
Em álgebra linear, o produto diádico é referido tipicamente ao produto tensorial de dois vetores. O resultado da aplicação do produto diádico a um par de coordenadas de um vetor é uma matriz.
O produto diádico de vetores pode também ser identificado como um caso especial do produto de Kronecker de matrizes.

## Definição (produto de matrizes)
O produto diádico u ⊗ v é equivalente à multiplicação matricial uvT, sendo u representado como um vetor coluna m × 1 e v como um vetor coluna n × 1 (que torna vT um vetor linha). Por exemplo, se m = 4 e n = 3, então
{\displaystyle \mathbf {u} \otimes \mathbf {v} =\mathbf {u} \mathbf {v} ^{\mathrm {T} }={\begin{bmatrix}u_{1}\\u_{2}\\u_{3}\\u_{4}\end{bmatrix}}{\begin{bmatrix}v_{1}&v_{2}&v_{3}\end{bmatrix}}={\begin{bmatrix}u_{1}v_{1}&u_{1}v_{2}&u_{1}v_{3}\\u_{2}v_{1}&u_{2}v_{2}&u_{2}v_{3}\\u_{3}v_{1}&u_{3}v_{2}&u_{3}v_{3}\\u_{4}v_{1}&u_{4}v_{2}&u_{4}v_{3}\end{bmatrix}}.}
Para vetores complexos, usa-se o conjugado transposto de v (denotado vH):
{\displaystyle \mathbf {u} \otimes \mathbf {v} =\mathbf {u} \mathbf {v} ^{\mathrm {H} }.}

### Produtos
- Produto vetorial

### Dualidade
- Conjugado de um número complexo
- Conjugado transposto
- Matriz transposta
- Notação Bra-ket